# Баканас (село)
Бакана́с (каз. Бақанас) — село, центр Балхаського району Алматинської області Казахстану. Адміністративний центр Баканаського сільського округу.
Населення — 6288 осіб (2021; 5004 у 2009, 5417 у 1999, 6642 у 1989).